# Franz Abel
Pour les articles homonymes, voir Abel (homonymie).
Franz Abel, né le 7 juin 1860 à Laa an der Thaya et mort à une date inconnue, est un sculpteur austro-hongrois.

## Biographie
Franz Abel naît à Laa an der Thaya le 7 juin 1860. Il étudie à l'Académie des Beaux-Arts de Vienne sous la direction des sculpteurs Carl Kundmann et Edmund von Hellmer.
Ses œuvres sont exposées à la Rotonde de Vienne (de) lors de l'exposition du Jubilé 1898 de Vienne (de), au pavillon autrichien de l'Exposition universelle de 1900 et au musée de Szeged.
Sa date de décès n'est pas connue.